# Guaianás (Pederneiras)
Guaianás é um distrito do município brasileiro de Pederneiras, no interior do estado de São Paulo.

## História

### Origem
O povoado que deu origem ao distrito se desenvolveu ao redor da estação ferroviária, inaugurada pela Companhia Paulista de Estradas de Ferro em 08/08/1910.
Na época da criação do distrito o povoado de Guaianás tinha plenas condições para merecer tal elevação. Já haviam sido instaladas indústrias cerâmicas, como a de Bruno Marafioti desde 1909, grupo escolar, importantes estabelecimentos como farmácia, comércio de tecidos e de secos e molhados dos imigrantes árabes Carlos Razuk e Said Curi.

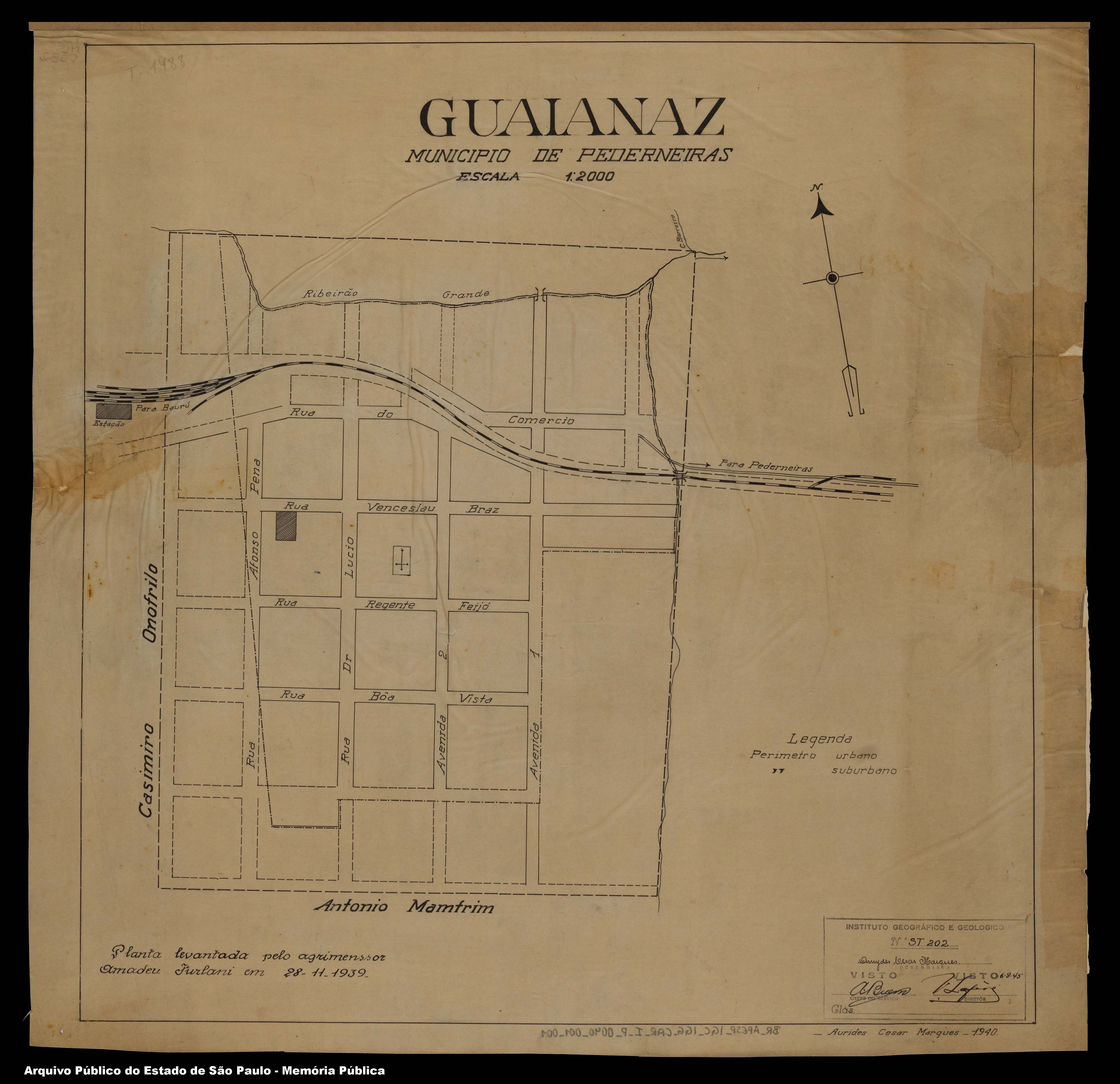
Planta da área urbana original.

Além disso haviam os imigrantes portugueses e espanhóis que atuavam na lavoura de café, arroz, feijão, milho, frutas, verduras e criação de gado. Distinguia-se também a Companhia Madeireiros Guaianás S/A, de Antonio Ruiz Romero, bem como a magnífica estação ferroviária e uma população considerável.
De seus moradores podem-se destacar entre outros Egidio Marafioti, posteriormente nomeado subprefeito, Eurico Zaninoto, que foi juiz de paz, José Francisco da Silva, José Torres, Maximiliano dos Santos, Francisco Garcia, que foi subdelegado, João Toledo Martins, Maria Cardoso Martins, Agente do Correio e Alberto Martini.

### Formação administrativa
- Distrito policial de Guaianás criado em 28/06/1919 no município de Pederneiras[5].
- Distrito criado pelo Decreto nº 6.716 de 01/10/1934, com as divisas do distrito policial de Guaianás[6].

### Pedido de emancipação
O distrito tentou a emancipação político-administrativa e ser elevado à município, através de processo que deu entrada na Assembléia Legislativa do Estado de São Paulo no ano de 1963, mas como não atendia os requisitos necessários exigidos por lei para tal finalidade, o processo foi arquivado.

## Geografia

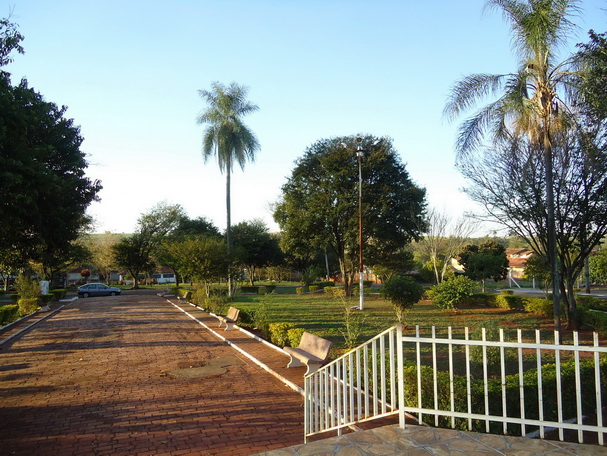
Praça.

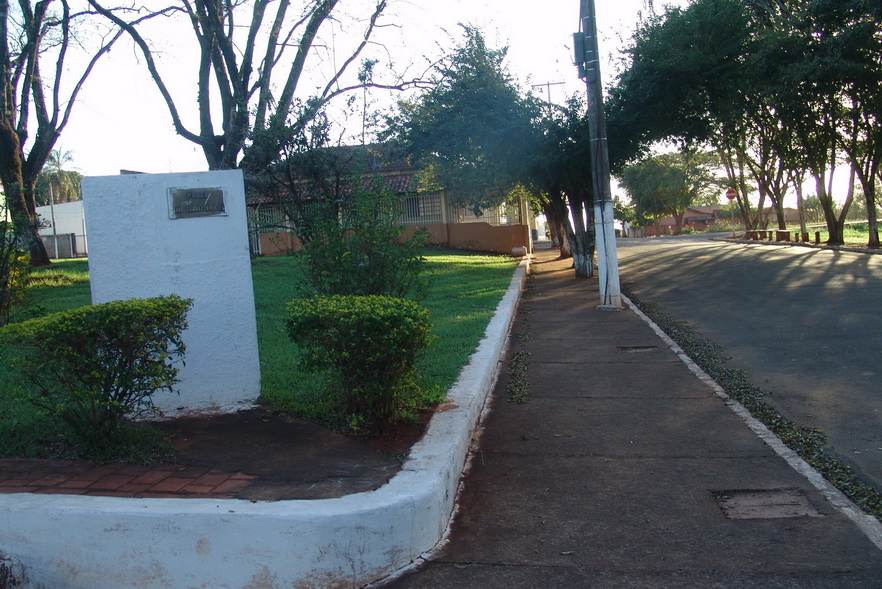
Aspecto local.

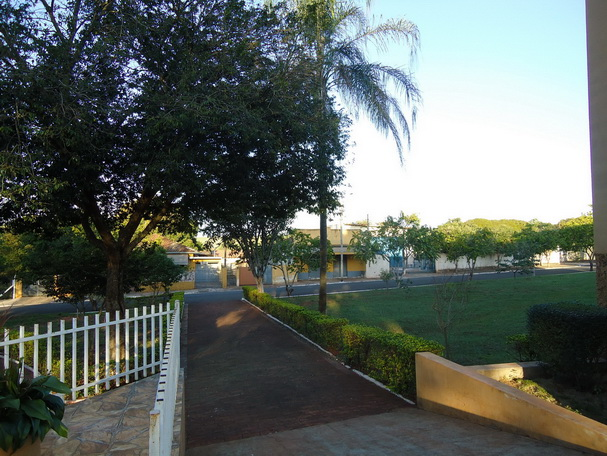
Aspecto local.

### Demografia

#### População urbana
| Crescimento população urbana | Crescimento população urbana | Crescimento população urbana | Crescimento população urbana |
| Censo                        | Pop.                         |                              | %±                           |
| ---------------------------- | ---------------------------- | ---------------------------- | ---------------------------- |
| 1934                         | 397                          |                              |                              |
| 1940                         | 407                          |                              | 2,5%                         |
| 1950                         | 370                          |                              | −9,1%                        |
| 1960                         | 340                          |                              | −8,1%                        |
| 1970                         | 428                          |                              | 25,9%                        |
| 1980                         | 319                          |                              | −25,5%                       |
| 1991                         | 315                          |                              | −1,3%                        |
| 2000                         | 282                          |                              | −10,5%                       |
| 2010                         | 272                          |                              | −3,5%                        |
| Fonte: IBGE e Fundação SEADE |                              |                              |                              |

#### População total
Pelo Censo 2010 (IBGE) a população total do distrito era de 1 248 habitantes.

### Área territorial
A área territorial do distrito é de 178,666 km².

### Rodovias
O principal acesso a Guaianás é a estrada vicinal que liga o distrito à Rodovia Comandante João Ribeiro de Barros (SP-225).

### Ferrovias
Pátio Guaianás (ZGY) da Linha Tronco Oeste (Companhia Paulista de Estradas de Ferro), sendo a ferrovia operada atualmente pela Rumo Malha Paulista.

## Serviços públicos

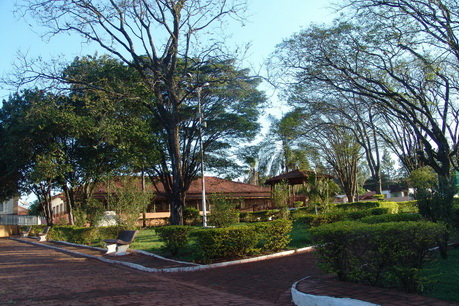
Praça.

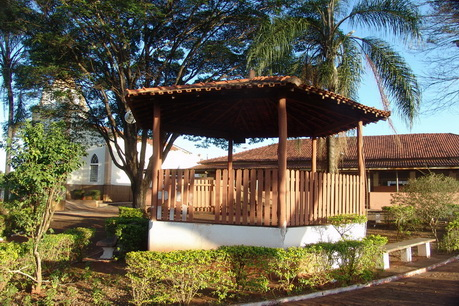
Praça.

### Registro civil
Atualmente é feito na sede do município, pois o Cartório de Registro Civil das Pessoas Naturais do distrito foi extinto pelo Tribunal de Justiça do Estado de São Paulo, e seu acervo foi recolhido ao cartório do distrito sede.

### Saneamento
O serviço de abastecimento de água é feito pela Companhia de Saneamento Básico do Estado de São Paulo (SABESP).

### Energia
A responsável pelo abastecimento de energia elétrica é a CPFL Paulista, distribuidora do Grupo CPFL Energia.

### Telecomunicações
O distrito era atendido pela Telecomunicações de São Paulo (TELESP), que inaugurou a central telefônica utilizada até os dias atuais. Em 1998 esta empresa foi vendida para a Telefônica, que em 2012 adotou a marca Vivo para suas operações.

## Religião

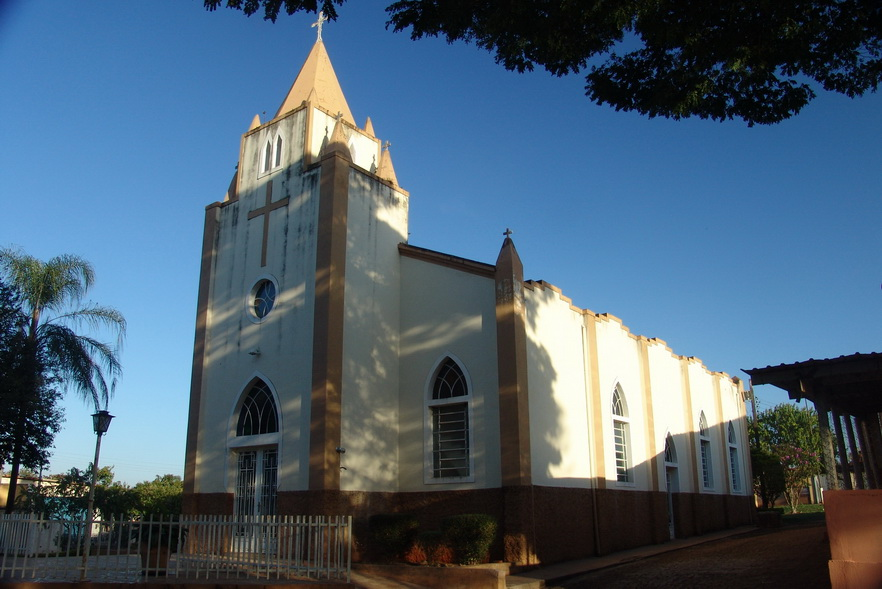
Igreja.

O Cristianismo se faz presente no distrito da seguinte forma:

### Igreja Católica
- A igreja faz parte da Diocese de Bauru[21].

### Igrejas Evangélicas
- Congregação Cristã no Brasil[22].